# 蓝洞
蓝洞（英語：Blue hole）是一種存在於海底的沉洞，又稱為水下洞穴。世界的許多地方如伯利兹和巴哈馬、紅海一帶等都有藍洞。由於缺少水循環，海洋生物無法在其存活，但具有科學研究價值，目前科學家在藍洞底部發現了許多遠古化石和一些動物的殘骸。最有名的藍洞應屬中美洲的大藍洞（Great Blue Hole），其形狀為一個完美的圓形，直徑超過305公尺，深度為123公尺。

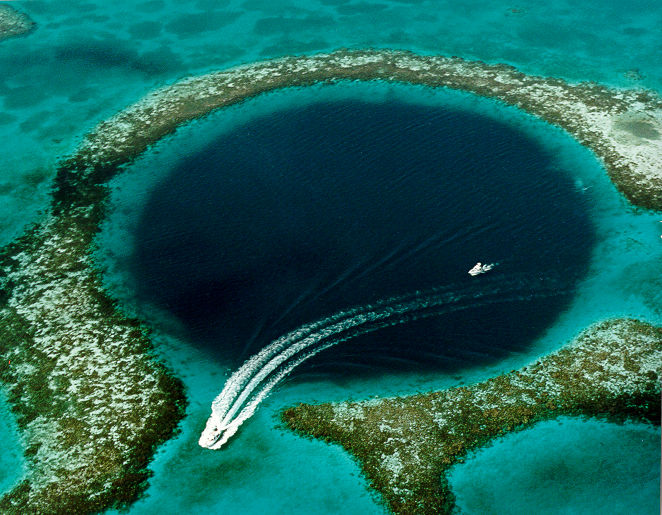
大蓝洞, 位於伯利兹的Ambergris Caye

全世界最深的藍洞，是位於猶加敦半島的狹窄海灣中，深度超過400公尺，構造極為複雜，底部附近的溫水可能與遠在佛羅里達州的含水層相連。

## 陆地蓝洞
除了海洋，在陸地上也有一些水下洞穴水色幽藍，也被稱為藍洞。它們的入口，有的是地面上完整的圓形水潭，有的則是懸崖下的深潭。
與海洋藍洞不同的是，許多陸地藍洞的水質差别很多，同一個洞中，表層水和深層水的含鹽量、含氧量等指標都會有巨大差别。陸地藍洞的成因大多與地下河有關，但具體形成過程至今未有定論。其中一些原本是地下河，後来由於頂部岩層塌陷，露出了原本在地下的河水。
陸地藍洞在巴哈馬群島上分布範圍廣泛，數量有上千個，大小不一，内部洞穴的情況更為複雜。因此使得陸地藍洞探險成為世界上最危險的運動之一。